# Erik Gustafsson (Eishockeyspieler, 1992)
Erik Gustafsson (* 14. März 1992 in Nynäshamn) ist ein schwedischer Eishockeyspieler, der seit Juli 2024 bei den Detroit Red Wings aus der National Hockey League (NHL) unter Vertrag steht. Zuvor war der Verteidiger bereits zweimal für die Chicago Blackhawks aktiv und lief kurzzeitig für die Calgary Flames, Philadelphia Flyers, Canadiens de Montréal, Washington Capitals, Toronto Maple Leafs und New York Rangers auf. Mit der schwedischen Nationalmannschaft gewann er die Goldmedaille bei der Weltmeisterschaft 2018. Sein jüngerer Bruder Glenn Gustafsson ist ebenfalls professioneller Eishockeyspieler.

## Karriere
Erik Gustafsson durchlief in seiner Jugend unter anderem die Nachwuchsabteilungen des Huddinge IK, bevor er zur Saison 2008/09 in den Juniorenbereich des Djurgårdens IF wechselte. Dort nahm er ab der Spielzeit 2009/10 am Spielbetrieb der J20 SuperElit teil, der höchsten Juniorenliga Schwedens. Anschließend etablierte sich der Verteidiger im Laufe des Spieljahres 2011/12 im Herrenteam des Vereins und stand somit regelmäßig in der Elitserien auf dem Eis, der höchsten Profiliga seines Heimatlandes. Allerdings stieg er mit dem Djurgårdens IF nach seiner ersten Profisaison aus der Elitserien ab. In der Folge wurde der Schwede im NHL Entry Draft 2012 an 93. Position von den Edmonton Oilers ausgewählt.
Nach einem Jahr in der zweitklassigen Allsvenskan, in der die Mannschaft den direkten Wiederaufstieg verpasste, kehrte Gustafsson im Rahmen eines Transfers in die nun unter dem Namen Svenska Hockeyligan (SHL) bekannte höchste Spielklasse zurück, indem er sich dem Frölunda HC anschloss. Bei dem Klub aus Göteborg fiel er als offensivstarker Verteidiger auf, so gaben in der Saison 2014/15 ligaweit unter den Abwehrspielern nur Cory Murphy und Tim Heed mehr Vorlagen. Darüber hinaus erreichte er mit der Mannschaft das Finale der Champions Hockey League, unterlag dort allerdings dem Ligakonkurrenten Luleå HF.
Anschließend entschloss sich Gustafsson zu einem Wechsel nach Nordamerika und unterzeichnete im April 2015 einen Zweijahresvertrag bei den Chicago Blackhawks aus der National Hockey League (NHL) – die Draftrechte der Edmonton Oilers waren bereits ausgelaufen. Die Blackhawks setzten ihn vorerst bei ihrem Farmteam, den Rockford IceHogs, in der American Hockey League (AHL) ein, jedoch gelang dem Schweden bereits wenig später der Sprung ins NHL-Aufgebot, wo er bis zum Saisonende 46 Spiele absolvierte. Diesen Stammplatz verlor er in der Folgesaison 2016/17, die er ausschließlich in Rockford verbrachte. Dennoch wurde sein Vertrag in Chicago anschließend um ein Jahr verlängert. Mit Beginn der Spielzeit 2017/18 kommt Gustafsson wieder regelmäßig in der NHL zum Einsatz und erhielt in der Folge im März 2018 einen neuen Zweijahresvertrag.
In der Folgesaison 2018/19, die der Schwede erstmals ausschließlich in Chicago verbrachte, gelang ihm der Durchbruch in der NHL, so verzeichnete er 60 Scorerpunkte in 79 Spielen und platzierte sich damit unter den Abwehrspieler der Liga auf Rang sechs. Zur folgenden Trade Deadline, im Februar 2020, wurde der Schwede nach fünf Jahren in Chicago zu den Calgary Flames transferiert. Im Gegenzug erhielten die Blackhawks ein Drittrunden-Wahlrecht im NHL Entry Draft 2020. In Calgary beendete er die Saison, ehe sein auslaufender Vertrag nicht verlängert wurde und er sich als Free Agent den Philadelphia Flyers anschloss. Auch die Flyers gaben ihn zur folgenden Trade Deadline im April 2021 ab, wobei er im Tausch für ein Siebtrunden-Wahlrecht im NHL Entry Draft 2022 zu den Canadiens de Montréal transferiert wurde. Zudem übernahm Philadelphia weiterhin die Hälfte seines Gehalts. In den folgenden Playoffs 2021 erreichte der Schwede mit den Canadiens das Finale um den Stanley Cup, unterlag dort allerdings den Tampa Bay Lightning mit 1:4. Im Oktober 2021 kehrte Gustafsson nach eineinhalb Jahren in der Fremde wieder zu den Chicago Blackhawks zurück, die ihm einen Einjahresvertrag unterbreitet hatten. Von dort wechselte er im Juli 2022, abermals als Free Agent, zu den Washington Capitals. Diese wiederum schickten ihn im Februar 2023 kurz vor der Trade Deadline samt einem Erstrunden-Wahlrecht im NHL Entry Draft 2023 (ursprünglich von Boston) zu den Toronto Maple Leafs und erhielten im Gegenzug Rasmus Sandin.
In Toronto beendete er die Saison und wechselte anschließend im Juli 2023, abermals als Free Agent, zu den New York Rangers. In gleicher Weise schloss er sich im Juli 2024 den Detroit Red Wings an.

### International
Obwohl Gustafsson für die schwedischen Nachwuchsnationalmannschaften auf dem Eis stand, vertrat er diese nie bei einem großen Turnier. Sein Debüt für die A-Nationalmannschaft gab der Abwehrspieler im Rahmen der Weltmeisterschaft 2016, bei der er mit den Tre Kronor den sechsten Platz belegte. Bei der Weltmeisterschaft 2018 war er erneut Teil des schwedischen Kaders und gewann dabei mit dem Team die Goldmedaille. Anschließend folgten zwei fünfte Plätze bei den Weltmeisterschaften 2019 und 2022 sowie der Gewinn der Bronzemedaille bei den Welttitelkämpfen 2025.

## Erfolge und Auszeichnungen
- 2018 Goldmedaille bei der Weltmeisterschaft
- 2025 Bronzemedaille bei der Weltmeisterschaft

## Karrierestatistik
Stand: Ende der Saison 2024/25

### International
Vertrat Schweden bei:
| - Weltmeisterschaft 2016 - Weltmeisterschaft 2018 - Weltmeisterschaft 2019 | - Weltmeisterschaft 2022 - Weltmeisterschaft 2025 |

(Legende zur Spielerstatistik: Sp oder GP = absolvierte Spiele; T oder G = erzielte Tore; V oder A = erzielte Assists; Pkt oder Pts = erzielte Scorerpunkte; SM oder PIM = erhaltene Strafminuten; +/− = Plus/Minus-Bilanz; PP = erzielte Überzahltore; SH = erzielte Unterzahltore; GW = erzielte Siegtore; 1 Play-downs/Relegation; Kursiv: Statistik nicht vollständig)